# Hệ thống trực giao

Hệ thống trực giao

Trong Hình học, một hệ thống trực giao là một tập hợp bốn điểm trong mặt phẳng mà mỗi điểm trong chúng là trực tâm của tam giác tạo bởi ba điểm còn lại.
Nếu bốn điểm A, B, C, D lập thành một hệ thống trực giao thì bốn tam giác ABC, BCD, CDA, DAB có cùng đường tròn chín điểm (đường tròn này cũng được coi là đường tròn chín điểm của hệ thống trực giao). Hệ quả là các đường tròn ngoại tiếp các tam giác này có bán kính bằng nhau.